# Go Too
Go Too  ist das dritte und letzte Album der Band Go.

## Hintergrund
Stomu Yamashta, der zusammen mit Steve Winwood, Michael Shrieve, Al Di Meola, Klaus Schulze und anderen die Gruppe Go gegründet hatte, ersetzte Steve Winwood, der die Gruppe verlassen hatte, durch Jess Roden und veränderte für das Album auch den Stil der Gruppe. Außerdem wurde Linda Lewis als Sängerin engagiert. Zusammen mit Paul Jackson und dem Orchester von Martin Ford vereinte das Album verschiedene Klanglandschaften.
Das Album beginnt mit dem Stück Prelude, einem Synthesizerstück, das vom Spiel Klaus Schulzes geprägt ist. Darauf folgt mit Seen You Before ein Jazz-Funk-Fusion Stück mit einem bemerkenswerten Solo von Al Di Meola.
Das nächste Stück, Madness, ist ein Funk-Stück, das am Ende mit dem Geräusch von Wellen auf den romantischen Song Mystery of Love überblendet. Das Stück ist geprägt von Al Di Meolas bewegenden Gitarrensoli und dem emotionale Gesang von Roden und Lewis.
Wheels of Fortune ist geprägt durch komplexe Rhythmik und fast reiner Jazz, während Beauty wieder einen romantischen Ton anschlägt. Das Album endet mit einem Funk-betonten Stück, You and Me, und Ecliptic, einem an Walgesänge erinnernden Synthesizer-Stück.

## Rezeption
Allmusic vergab vier von fünf möglichen Sternen; Dave Thompson schrieb in seiner Besprechung: Die natürlichen und eleganten Details helfen, die höchst unterschiedlichen Elemente des Album dicht zu verweben, es gibt dem Set Zusammenhalt und jedem Track das Gefühl eines größeren Entwurfs, einer, der Ost und West verbindet, Space-Rock bis Klassik und Fusion bis Rock im weitesten Sinn. Ein sensationelles Album, welches auch heute beeindruckend ist.

## Titelliste
Alle Kompositionen stammen von Stomu Yamashta, soweit nicht anders angegeben
1. Prélude – 3:10
2. Seen You Before – 6:18
3. Madness – 6:27
4. Mysteries Of Love – 6:15
5. Wheels of Fortune – 5:37
6. Beauty – 5:11
7. You and Me – 6:59
8. Ecliptic (Yamashta, Schulze) – 2:33